# Lac de Segrino
Le lac de Segrino (en lombard :  Lagh del Segrin) est un petit lac préalpin lombard d’origine glaciaire situé dans la province de Côme, entre les communes de Canzo, Longone al Segrino et Eupilio. 

## Géologie et géomorphologie

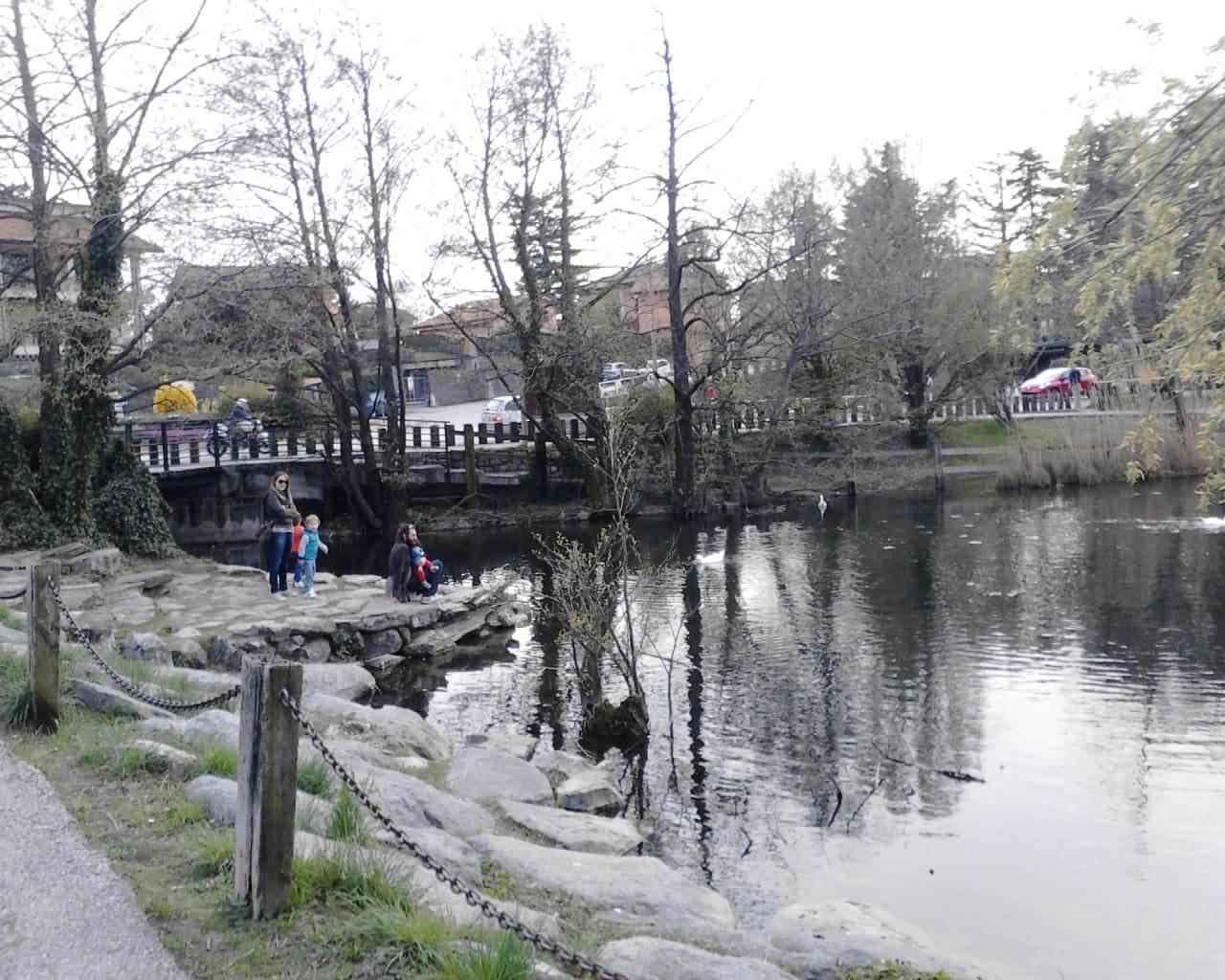
Lac de Segrino vu d'Eupilio.

Le lac a une forme allongée dans une direction nord-sud, une longueur d’environ 1 800 m et une largeur maximale, vers le sud, de 400 m environ. Il est limité sur ses bords par les pentes abruptes des montagnes Pesora et Cornizzolo (1 200 m) à l'est et Scioscia (671 m) à l'ouest, sur les territoires des communes de Canzo (nord), d'Eupilio et de Longone al Segrino . 
Le lac a pour origine le barrage de sa vallée provoqué par la présence d'une moraine glaciaire. L'absence d'affluents visibles sur son périmètre suggère la présence de sources sous-marines d'origine karstique, hypothèse compatible avec le fait que toute la vallée dans laquelle elle se trouve est formée de roches calcaires. 
Aucun émissaire significatif ne peut être observé, à l'exception d'un petit canal sortant du lac d'Eupilio, dont le débit est régulé par une écluse et dont les eaux sont dispersées dans les dépôts glaciaires qui ils couvrent la pente préalpine vers le lac sous-jacent de Pusiano. Globalement, le bilan hydrologique du lac est principalement contrôlé par un système karstique souterrain. 
La comparaison de la morphologie actuelle du lac avec ce qui est représenté dans les anciennes cartes cadastrales et topographiques montre une réduction progressive de la surface du lac, due à l'enterrement (surtout dans son extension nord), avec le développement des zones de marais, et à une utilisation agricole de zones auparavant couvertes par les eaux du lac. 
Une carte du début du XIXe siècle dessine une petite île près de la rive est du lac ; il n'y a aucune trace de cet îlot aujourd'hui. 

## Découvertes archéologiques
La zone entourant le lac, caractérisée par la présence d'eau et de forêts couvertes d'une faune abondante, a favorisé la présence de petits établissements humains dans le passé. 
Au nord du lac, en 1971, lors des travaux d’agrandissement de l’usine d’embouteillage de Gajum, trois tombes de l’âge du bronze ont été découvertes, construites avec des pierres locales. Trois ans plus tard, un peu plus en aval, dans la zone dite du chalet, une autre tombe a été retrouvée et reconstruite dans le jardin du collège de Canzo, après une étude géométrique et photographique minutieuse réalisée par le Bureau Technique municipal. La tombe reconstruite a ensuite été démantelée lors des travaux de construction du bâtiment de l'école. Un catalogage des pierres carrées et une pile de pierres empilées ont servi, au moment de la reconstruction, à donner du volume à l’ancienne chambre funéraire, dans l’attente de sa relocalisation. Ces découvertes suggèrent la présence d'une zone sépulcrale ou d'une nécropole sur les rives du lac. 
Toujours sur la côte nord, une petite colonie de l'âge du bronze a été découverte, avec des restes d'os de macromammifères, presque tous caractérisés par des traces d'abattage et/ou de combustion. Les espèces rencontrées, par ordre décroissant de fréquence, sont généralement des sangliers avec de très jeunes individus, des ovis et des caprinae, avec une prédominance d'ovins, presque toujours avec des spécimens adultes suggérant leur utilisation dans le lait ou la laine, du bétail, quelques dents de cheval, des fragments d'os de chien et un homme adulte incisif. Ont aussi été retrouvés les fragments de deux aiguilles en os d'herbivore et d'un bijou constitué d'une incisive de chien ou de renard écorché, avec une perforation lui permettant d'être utilisé comme un pendentif. 
Au sud du lac, sur le territoire de Longone al Segrino, trois tombes datant de l'âge du fer, la culture de Golasecca ont été découvertes à la fin du XIXe siècle. 

## Zone protégée
Aujourd'hui, le lac de Segrino est une zone protégée appelée le parc local d'intérêt supra-municipal Lago del Segrino, géré par un consortium entre la Communauté de montagne du Triangolo Lariano et les municipalités de Canzo, Longone al Segrino et Eupilio. 
Sur tout son périmètre d'environ cinq kilomètres, il y a un circuit cyclo-piéton protégé et le lac est une réserve de pêche, qui est limitée et soumise à la délivrance de permis spécifiques. 
Le ski nautique était largement pratiqué sur ses eaux à l' été des années soixante : cette activité était alors interdite, car incompatible avec la préservation de l'équilibre environnemental du lac.  

## Le lac dans la littérature d'art et de cinéma
Ce petit lac, qui apparaît soudain au voyageur venant de la Brianza inférieure, enfermé dans une étroite vallée, a frappé la sensibilité de nombreux écrivains du XIXe siècle. Giuseppe Parini, né dans la municipalité voisine de Bosisio Parini, mentionne le lac de Poesia XXII.
Le lac de Segrino est le lieu d'origine de la folie de Celeste et de son rétablissement dans la nouvelle La pazza del Segrino d' Ippolito Nievo.
En 1942, le lac gelé, avec ses rivages enneigés, offrait un cadre naturel idéal pour photographier en plein air le patin à glace dans une scène clé du film Un coup de pistolet de Renato Castellani, inspiré de la nouvelle homonyme d'Alexandre Pouchkine.

## Le lac gelé et l'histoire du charretier
En hiver, sa surface gèle souvent complètement et il est parfois possible de traverser le lac à pied. 
On raconte que, pendant le froid de la Seconde Guerre mondiale, un wagon tiré par une paire de bœufs rentrant à l'écurie, à cause de son conducteur qui s'endormait, a dévié de la route normale longeant le lac. Au réveil, le carter vit avec consternation la trace du sabot et des traces de roues qui traversaient le lac sur sa surface gelée. En souvenir de cela, il érigea une chapelle de remerciement à la Madone (existante et restaurée). 

## Plage
La petite plage se trouve au croisement avec la route qui descend vers Eupilio. Le récent pavillon à proximité de la plage, conçu par Marco Castelletti et construit en 2003-2004, a été récompensé par de nombreux prix d'architecture : AR + D Emerging Architecture Awards, Londres 2004 et médaille d'or de l'architecture italienne à la Triennale de Milan, Milan 2006. 

## Galerie

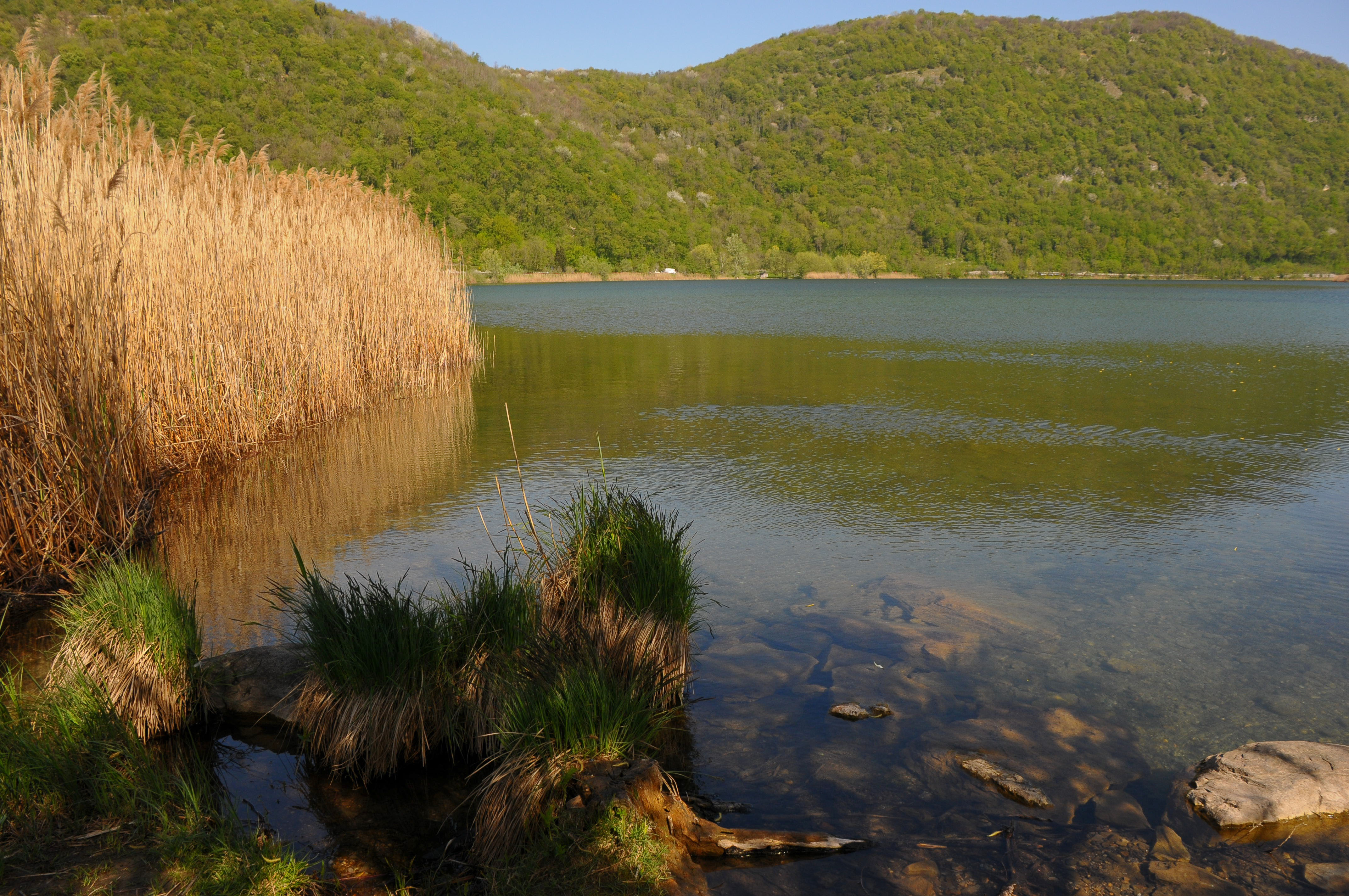
Un aperçu du lac depuis la rive ouest.
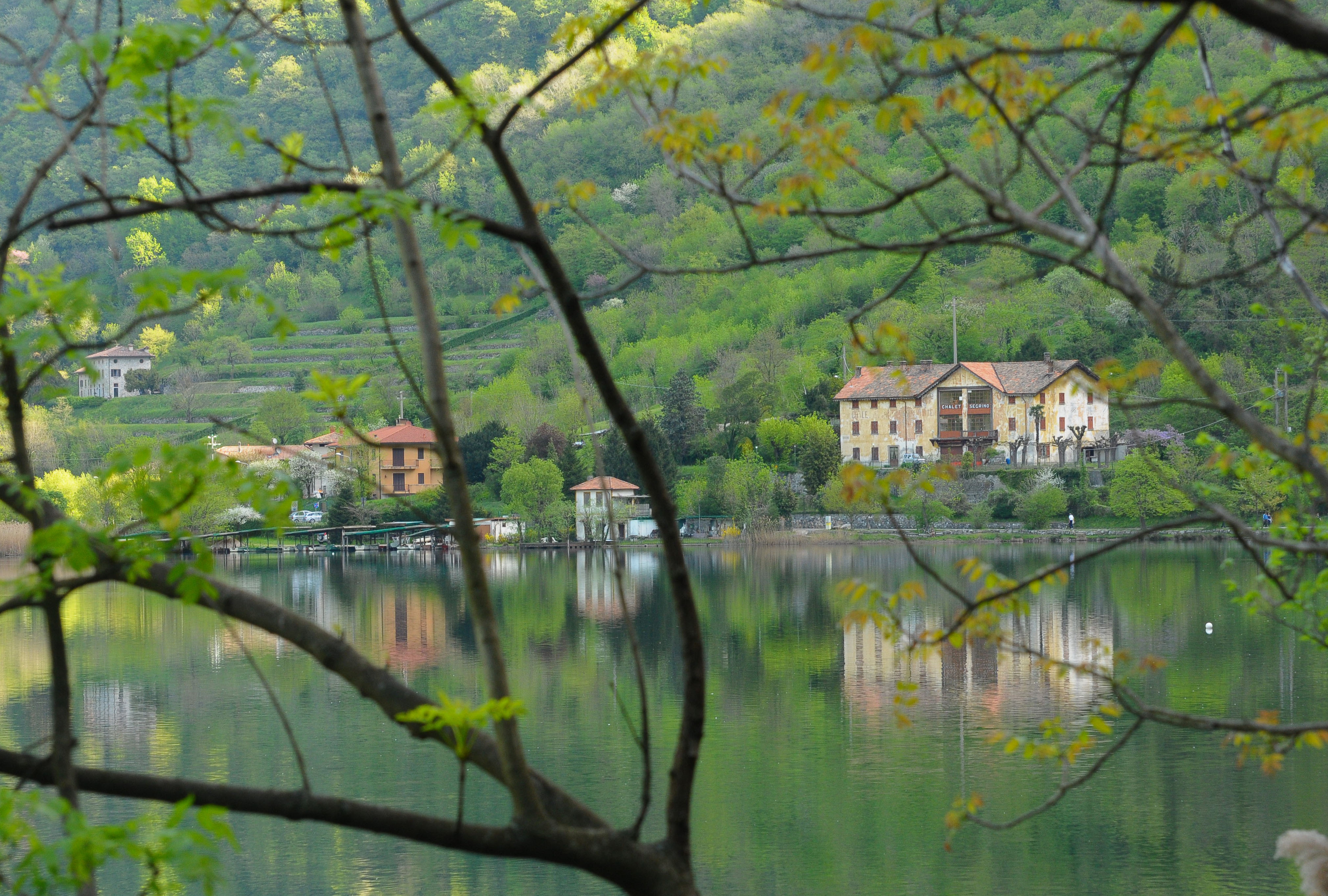
L'ancien chalet Segrino.
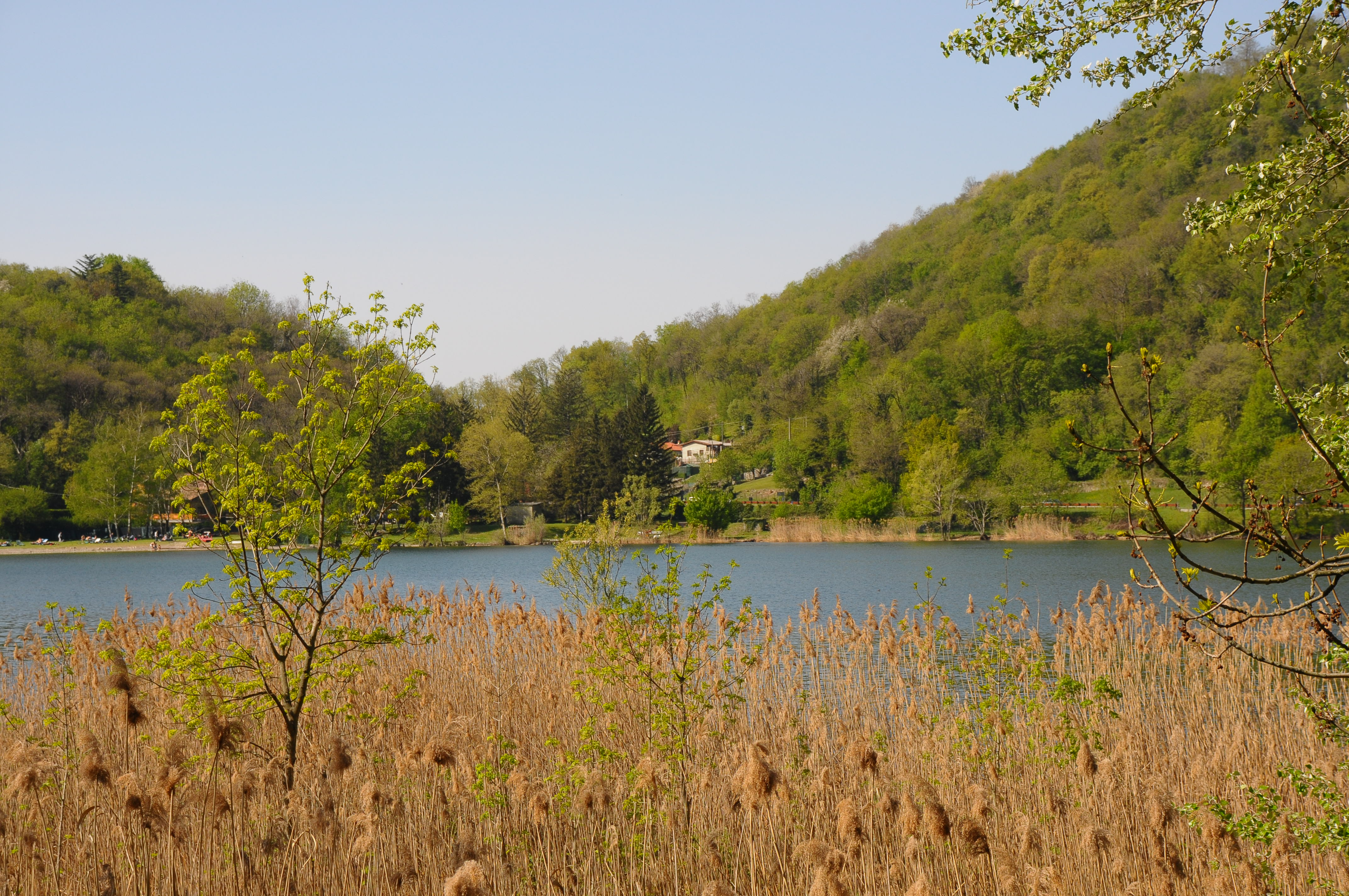
Les roseaux.
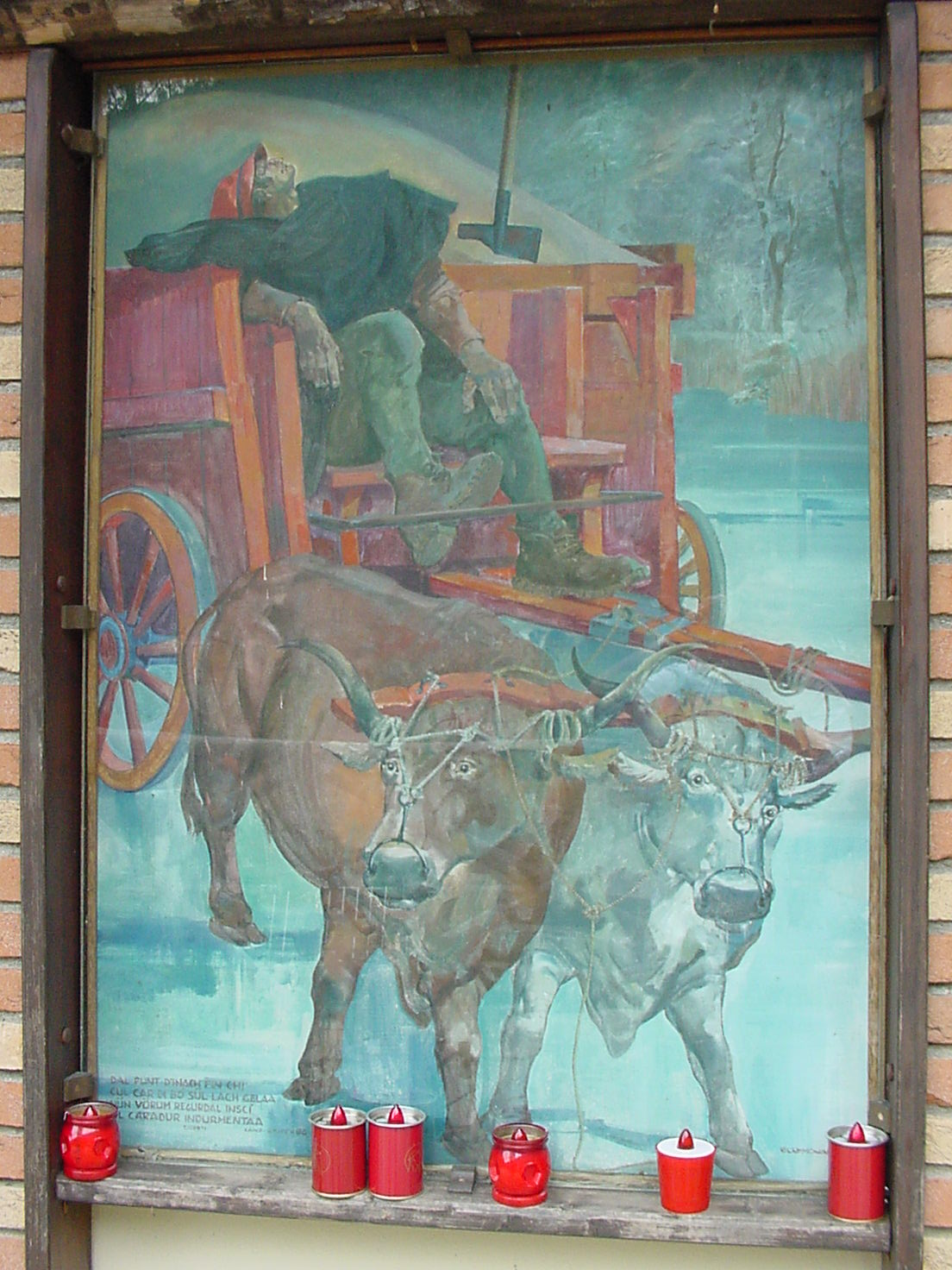
Peinture de la chapelle du charretier.